# معاملة المثليين في غينيا بيساو
يواجه الأشخاص من المثليين والمثليات ومزدوجي التوجه الجنسي والمتحولين جنسياً (اختصاراً: LGBT) في غينيا تحديات قانونية واجتماعية لا يواجهها غيرهم من المغايرين جنسيا. يعتبر النشاط الجنسي بين الرجال وبين النساء قانونيا في غينيا بيساو، ويواجه الأشخاص من مجتمع المثليين وصمة عار بين السكان. كما أن المنازل التي يعيش فيها الشركاء المثليون غير مؤهلة للحصول على نفس الحماية القانونية المتاحة للأزواج المغايرين، مع وجود عدة تقارير تتحدث عن مستوى عالي من التمييز والانتهاكات ضد مجتمع المثليين.

## قانونية النشاط الجنسي المثلي
يعتبر النشاط الجنسي المثلي بين الذكور وبين الإناث قانونيا منذ عام 1993 في غينيا بيساو.
في ديسمبر 2008، أصبحت غينيا بيساو واحدة من 66 دولة توقع «بيان الأمم المتحدة بشأن حقوق الإنسان والتوجه الجنسي والهوية الجنسية»، الذي يدعم إلغاء تجريم المثلية الجنسية ويحمي المتحولين جنسياً.

## الاعتراف القانوني بالعلاقات المثلية
وجد تقرير حقوق الإنسان الصادر عن وزارة الخارجية الأمريكية عام 2011 أن «القانون (في عام 2011) يعترف فقط بزواج المغايرين في الحق في الإسكان الحكومي.»

## التبني وتنظيم الأسرة
وفقًا لموقع الويب الخاص بالحكومة الفرنسية، يحق للأشخاص العزّاب والمتزوجين تبني الأطفال. لا يوضح موقع الويب ما إذا كان العزّاب من مجتمع المثليين غير مؤهلين أم لا.

## ظروف الحياة
من بين 19 دولة أفريقية شملتها الدراسة الاستقصائية في عام 2010، كانت غينيا بيساو واحدة من أكثر الدول تسامحًا بشأن النشاط المثلي. قال 9% في المائة في غينيا بيساو أن السلوك المثلي أمر مقبول أخلاقيا، حيث قال 15% إنه ليس مشكلة.
وجد تقرير حقوق الإنسان الصادر عن وزارة الخارجية الأمريكية عام 2012،
لا توجد قوانين تجرم التوجه الجنسي. لا تنطبق قوانين مكافحة التمييز على المثليين والمثليات ومزدوجي التوجه الجنسي والمتحولين جنسيا. لم يتم الإبلاغ عن حوادث عنف أو غيرها من انتهاكات حقوق الإنسان التي تستهدف الأفراد على أساس توجههم الجنسية أو هويتهم الجندرية. لم يكن هناك تمييز رسمي على أساس التوجه الجنسي أو الهوية الجندرية في العمل أو الحصول على التعليم والرعاية الصحية. ومع ذلك، ووفقًا للمبادئ التوجيهية الحكومية المتعلقة ببدلات الإسكان لموظفي الخدمة المدنية، فإن الأزواج المغايرين فقط هم وحدهم الذين يحق لهم الحصول على سكن بحجم الأسرة، بينما يحصل الشركاء المثليون على مخصصات الشخص الوحيد. التابوهات الاجتماعية ضد المثلية الجنسية تقيد في بعض الأحيان حرية التعبير عن التوجه الجنسي، ومع ذلك كان المجتمع متسامحًا نسبيًا تجاه السلوك الجنسي المثلي بالتراضي"

## ملخص
| قانونية النشاط الجنسي المثلي                                                                  | (منذ عام 1993)                      |
| المساواة في السن القانوني للنشاط الجنسي                                                       | (منذ عام 1993)                      |
| قوانين مكافحة التمييز في التوظيف                                                              | No                                  |
| قوانين مكافحة التمييز في توفير السلع والخدمات                                                 | No                                  |
| قوانين مكافحة التمييز في جميع المجالات الأخرى (تتضمن التمييز غير المباشر، خطاب الكراهية)      | No                                  |
| قوانين مكافحة أشكال التمييز المعنية بالهوية الجندرية                                          | No                                  |
| زواج المثليين                                                                                 | No                                  |
| الاعتراف القانوني بالعلاقات المثلية                                                           | No                                  |
| تبني أحد الشريكين للطفل البيولوجي للشريك الآخر                                                | No                                  |
| التبني المشترك للأزواج المثليين                                                               | No                                  |
| يسمح للمثليين والمثليات ومزدوجي التوجه الجنسي والمتحولين جنسيا بالخدمة علناً في القوات المسلحة | No                                  |
| الحق بتغيير الجنس القانوني                                                                    | No                                  |
| علاج التحويل محظور على القاصرين                                                               | No                                  |
| الحصول على أطفال أنابيب للمثليات                                                              | No                                  |
| الأمومة التلقائية للطفل بعد الولادة                                                           | No                                  |
| تأجير الأرحام التجاري للأزواج المثليين من الذكور                                              | (غير قانوني للأزواج المغايرين كذلك) |
| السماح للرجال الذين مارسوا الجنس الشرجي التبرع بالدم                                          | No                                  |